# Goffredo di Lusignano
Goffredo di Lusignano (prima del 1150 – maggio 1216) fu un nobile francese che fu signore di Vouvant e Soubise e conte di Giaffa e Ascalona.
Vantava inoltre il titolo di signore di Mervent e Moncontour in virtù del suo primo matrimonio.

## Biografia

### Primi anni
Goffredo apparteneva alla nobile famiglia dei Lusignano. Suo padre era Ugo VIII di Lusignano e sua madre Borgogna de Rancon, signora di Vouvant e Civray. Aveva qualche anno in più rispetto ai suoi fratelli Amalrico II e Guido.
Come tutti i membri della sua famiglia, Goffredo era nemico della casata dei Plantageneti. Tale inimicizia derivava dalla rivendicazione dei Lusignano sulla contea della Marche, detenuta dalla famiglia anglo-normanna dei Montgomerie con il riconoscimento dei Plantageneti.
Nel 1168, i Lusignano insorsero contro il re Enrico II d'Inghilterra e uccisero un suo fidato consigliere, Patrizio, conte di Salisbury. Nel 1173, Goffredo prese le parti del duca Riccardo I nella rivolta contro il padre. Quando il conte Aldeberto IV vendette la contea della Marche direttamente al re Enrico II nel 1177, fu Goffredo, il capofamiglia, a ingaggiare nuovamente le armi per difendere i diritti, secondo lui lesi, dei Lusignano. Nel 1183, si alleò con Enrico il Giovane, il visconte Ademario V di Limoges e suo cugino Goffredo II di Rancon contro il duca Riccardo. Tuttavia, la lotta si concluse con la morte inaspettata del giovane re nel giugno 1183, a seguito della quale Goffredo dovette sottomettersi all'autorità del duca Riccardo.

### Terza crociata
Goffredo fu costretto a prendere la croce come penitenza per il suo comportamento ribelle, dopodiché si recò in Terra santa, dove vi giunse per la prima volta nel 1188. Suo fratello, Guido di Lusignano, era nel frattempo riuscito a diventare jure uxoris re di Gerusalemme, un salto di carriera davvero inatteso che, secondo la Cronaca di Ernoul, Goffredo commentò beffardamente affermando: «E ora vuole diventare Dio!». Quando Goffredo arrivò in Terra Santa, tuttavia, la dimensione degli Stati crociati era stata notevolmente ridotta per via degli attacchi compiuti dal sultano Saladino a seguito della battaglia di Hattin del 1187. Questo scontro si concluse con una disfatta per cristiani e con la perdita di varie importanti città, tra cui il porto di Acri. Fu proprio nel corso dell'assedio di Acri del 1189-1191, al quale partecipò anche Guido, che il 4 ottobre 1189 Goffredo si distinse difendendo l'accampamento cristiano contro un attacco nemico. Nel giugno 1191, davanti alle porte della città, Goffredo schernì pubblicamente Corrado del Monferrato durante una grande riunione compiuta dai nobili locali per risolvere la disputa in corso tra Guido e Corrado per il titolo di re di Gerusalemme. Dopo aver conquistato Acri, il 28 luglio 1191 gli furono assegnate le rendite della contea di Giaffa e Ascalona, malgrado si trattasse di una regione ancora occupata da Saladino e riconquistata soltanto nel 1192 nel corso della terza crociata. Per ironia della sorte, essa fu riconquistata proprio da Riccardo I, che in quel momento rappresentava il principale alleato dei Lusignano in Terra Santa. Goffredo divenne celebre in battaglia per via del suo dell'ascia danese.
Nel 1193, Goffredo rinunciò ai suoi titoli e tornò a Moncontour, in Francia; suo fratello Amalrico II assunse il possesso dei suoi beni.

### Ritorno in Francia
Tornato in patria, Goffredo riprese subito le ostilità verso i Plantageneti e sostenne il re Filippo II di Francia nella lotta contro il re Giovanni. Nel 1202 reclutò un esercito e marciò insieme al principe Arturo I di Bretagna e al nipote Ugo IX contro il castello di Mirebeau, occupato dalla duchessa Eleonora d'Aquitania. All'alba del 31 luglio 1202, gli assedianti furono sorpresi dalle truppe giunte in soccorso della madre del re Giovanni. Secondo la tradizione, Goffredo non prese molto sul serio la notizia dell'avvicinamento di re Giovanni, poiché sottovalutava le sue capacità di cavaliere; preferì dunque fare colazione. Insieme al nipote e al principe Arturo, Goffredo fu fatto prigioniero da re Giovanni. Fortunatamente per Goffredo, il re non approfittò di questo successo e liberò presto i Lusignano nella speranza di sottometterli. Tuttavia, essi ripresero subito a combattere contro di lui, soprattutto dopo l'assassinio del principe Arturo nel 1203.
Nel 1215, Goffredo donò una proprietà all'Abbazia di Fontevraud per «la salvezza della sua anima». L'anno successivo, la sua morte fu registrata nel 1216 dalla cronaca di Bernardo Itier.

## Discendenza
Goffredo si sposò due volte.
Nel primo matrimonio sposò Umberga, figlia del visconte Amalrico V di Limoges. Ebbero un figlio: 
- Ugo è menzionato solo una volta in Francia, in una donazione compiuta all'abbazia di L'Absie nel 1200. La sua posizione nella carta suggerisce che fosse molto più vecchio di suo fratello Geoffrey. È probabile che corrisponda a un certo Ugo Le Brun (un signore marchigiano del Galles) che si dice fosse figlio di Goffredo Le Brun (quest'uomo era lo zio di Ugo, sposato con Isabella di Angouleme).

La seconda moglie di Goffredo fu Eustachia Chabot, sposata prima del 4 maggio 1200. Da lei ebbe tre figli:
- Goffredo II, signore di Vouvant, Mervent, Moncontour, Fontenay e visconte di Châtellerault dal matrimonio con Clemente di Châtellerault.
- Guglielmo sposò intorno al 1226 la marchesa di Mauléon, figlia di Savaric de Mauléon, dalla quale ebbe:
  - Guglielmo, ucciso insieme al padre in una battaglia a Mareuil-sur-Lay durante un conflitto con Pietro I di Bretagna.
  - Valenza, moglie Ugo II Larchevêque, signore di Parthenay
  - Elina, sposò Barthélemy de la Haye
- Amalrico, fatto prigioniero in una battaglia a Mareuil-sur-Lay nel 1230 con il fratello maggiore Goffredo II, poi rilasciato poco dopo. Sposò Olive, figlia di Aalais di Piougier.

## Ascendenza
|                        |                      |                      | Genitori             |  |  | Nonni |  |  | Bisnonni            |  |  | Trisnonni          |  |
|                        |                      |                      |                      |  |  |       |  |  | Ugo VI di Lusignano |  |  | Ugo V di Lusignano |  |
|                        |                      |                      |                      |  |  |       |  |  | Ugo VI di Lusignano |  |  | Ugo V di Lusignano |  |
|                        |                      | Almodis de La Marche |                      |  |  |       |  |  | Ugo VI di Lusignano |  |  |                    |  |
| Ugo VII di Lusignano   |                      |                      |                      |  |  |       |  |  | Ugo VI di Lusignano |  |  |                    |  |
|                        |                      | Ildegarda di Thouars | Amaury IV de Thouars |  |  |       |  |  |                     |  |  |                    |  |
|                        |                      | Ildegarda di Thouars | Amaury IV de Thouars |  |  |       |  |  |                     |  |  |                    |  |
|                        |                      | Ildegarda di Thouars | Amelina              |  |  |       |  |  |                     |  |  |                    |  |
| Ugo VIII di Lusignano  |                      | Ildegarda di Thouars |                      |  |  |       |  |  |                     |  |  |                    |  |
|                        |                      | …                    | …                    |  |  |       |  |  |                     |  |  |                    |  |
|                        |                      | …                    | …                    |  |  |       |  |  |                     |  |  |                    |  |
|                        |                      | …                    | …                    |  |  |       |  |  |                     |  |  |                    |  |
| Sarracina de Lezay     |                      | …                    |                      |  |  |       |  |  |                     |  |  |                    |  |
|                        |                      | …                    | …                    |  |  |       |  |  |                     |  |  |                    |  |
|                        |                      | …                    | …                    |  |  |       |  |  |                     |  |  |                    |  |
|                        |                      | …                    | …                    |  |  |       |  |  |                     |  |  |                    |  |
| Goffredo di Lusignano  |                      | …                    |                      |  |  |       |  |  |                     |  |  |                    |  |
|                        | Amaury III de Rançon | Géraud de Rançon     |                      |  |  |       |  |  |                     |  |  |                    |  |
|                        | Amaury III de Rançon | Géraud de Rançon     |                      |  |  |       |  |  |                     |  |  |                    |  |
|                        | Amaury III de Rançon | Ermengarda           |                      |  |  |       |  |  |                     |  |  |                    |  |
| Geoffroy de Rançon     | Amaury III de Rançon |                      |                      |  |  |       |  |  |                     |  |  |                    |  |
|                        |                      | Burgonde de Craon    | Robert de Nevers     |  |  |       |  |  |                     |  |  |                    |  |
|                        |                      | Burgonde de Craon    | Robert de Nevers     |  |  |       |  |  |                     |  |  |                    |  |
|                        |                      | Burgonde de Craon    | Avoise de Sablé      |  |  |       |  |  |                     |  |  |                    |  |
| Bourgogne de Rançon    |                      | Burgonde de Craon    |                      |  |  |       |  |  |                     |  |  |                    |  |
|                        |                      | Pierre de Moncontour | …                    |  |  |       |  |  |                     |  |  |                    |  |
|                        |                      | Pierre de Moncontour | …                    |  |  |       |  |  |                     |  |  |                    |  |
|                        |                      | Pierre de Moncontour | …                    |  |  |       |  |  |                     |  |  |                    |  |
| Fossilia de Moncontour |                      | Pierre de Moncontour |                      |  |  |       |  |  |                     |  |  |                    |  |
|                        |                      | …                    | …                    |  |  |       |  |  |                     |  |  |                    |  |
|                        |                      | …                    | …                    |  |  |       |  |  |                     |  |  |                    |  |
|                        |                      | …                    | …                    |  |  |       |  |  |                     |  |  |                    |  |
|                        |                      | …                    |                      |  |  |       |  |  |                     |  |  |                    |  |

### Fonti primarie
- (FR) Bernardo Itier, Chronicle, Parigi, Les Belles Lettres, 1998.
- (FR) Geoffroy du Breuil, Ex Chronico Gaufredi Cœnobitæ, Recueil des Historien des Gaules et de la France, 1867.
- (EN) Ruggero di Hoveden, Gesta regis Henrici Secundi Benedicti Abbatis: the chronicle of the reigns of Henry II. and Richard I. ; A. D. 1169-1192, Londra, Longmans, Green, Reader, and Dyer, 1867.
- (EN) William Stubbs, Gesta regis Henrici Secundi Benedicti Abbatis: the chronicle of the reigns of Henry II. and Richard I. ; A. D. 1169-1192, Londra, Longmans, Green, Reader, and Dyer, 1867.
- (EN) Josef ben Josua ha-Kohen, The Chronicles of Rabbi Joseph Ben Joshua Ben Meir the Sphardi, 1835.

### Fonti secondarie
- (EN) Thomas Keightley, The Crusaders or Scenes, Events And Characters from the Times of the Crusades, John W. Parker and Son, 1825.
- (EN) Peter Nicholson, Medieval Warfare, Basingstoke, Palgrave MacMillan, ISBN 0-333-76331-9.
- (EN) Sidney Painter, The Houses of Lusignan and Chatellerault 1150-1250, in Speculum, n. 30, The University of Chicago Press, 3 luglio.
- Jonathan Riley-Smith, Storia delle crociate, traduzione di Marina Bianchi, Mondadori, 2022, ISBN 978-88-35-72120-8.